# Marek Stępniewski
Marek Stępniewski (ur. 9 kwietnia 1974 roku) – polski piłkarz występujący na pozycji obrońcy. W barwach Hutnika rozegrał 17 meczów w Ekstraklasie.